# TOUR12-13 IN SITU-TABULA RASA
『TOUR12-13 IN SITU-TABULA RASA』（ツアー2012-2013 インサイチュ-タブララーサ）は日本のバンドDIR EN GREYのドキュメンタリーDVD&Blu-ray Disc。2013年9月25日発売。発売元はFIREWALL.DIV。

## 概要
- 2012年2月の活動休止からの復活となったTOUR2012 IN SITUからミニアルバム『THE UNRAVELING』を中心として行われたTOUR2013 TABULA RASAまでを追ったライブ&ドキュメンタリー映像集。
- 前作、前々作とは違い、ドキュメンタリーとライブ映像がそれぞれ独立した形で収録され、ドキュメンタリーにはTOUR2013 TABULA RASAでの国内公演やヨーロッパでの単独、フェスティバル出演の裏側や、メンバーインタビューが収録されている。
- DVD3枚組 (本編2枚＋特典DISC 1枚)のDVD 【初回生産限定盤】、DVD2枚組 (本編2枚)のDVD【通常盤】、Blu-ray (本編1枚)のBlu-ray【通常盤】の3パターンリリース。
- Blu-rayバージョンはDVDバージョンのディスク1,2が1枚に収められている。

## 収録曲

### MAIN DISC

#### LIVE FOOTAGE
TOUR2012 IN SITU

2012.12.02 東京国際フォーラム・ホールA
1. 狂骨の鳴り
2. DIABOLOS
3. LOTUS
4. 凌辱の雨
5. 冷血なりせば
6. VANITAS
7. 激しさと、この胸の中で絡み付いた灼熱の闇

TOUR2013 IN SITU -The Depiction of Reality-

2013.02.01 新木場STUDIO COAST -｢a knot｣&ONLINE only-
1. DOZING GREEN
2. LIE BURIED WITH A VENGEANCE
3. THE IIID EMPIRE
4. C
5. Machiavellism

TOUR2013 TABULA RASA

2013.05.16 新木場STUDIO COAST
1. 狂骨の鳴り
2. 業
3. DIFFERENT SENSE
4. Unknown.Despair.Lost
5. 輪郭
6. Bottom of the death valley
7. INWARD SCREAM
8. かすみ
9. Unraveling
10. THE FINAL

MINI ALBUM『THE UNRAVELING』完全受注生産限定盤購入者限定LIVE
TOUR2013 TABULA RASA -揚羽ノ羽ノ夢ハ蛹-

2013.05.24 渋谷公会堂
1. 鴉

DOWNLOAD

2013.06.14 Donington Park -Derby / UK-
1. OBSCURE

### BONUS DISC ※DVD【初回生産限定盤】のみ
TOUR2012 IN SITU

2012.12.25 東京国際フォーラム・ホールA
1. Deity

TOUR2013 IN SITU -The Depiction of Reality-

2013.02.01 新木場STUDIO COAST -｢a knot｣&ONLINE only-
1. 蝕紅
2. 艶かしき安息、躊躇いに微笑み
3. CLEVER SLEAZOID

TOUR2013 TABULA RASA

2013.05.16 新木場STUDIO COAST
1. 蜜と唾
2. CONCEIVED SORROW
3. 霧と繭